# Castell de Gözne
El Castell de Gözne és una fortalesa medieval que va pertànyer al Regne d'Armènia Menor, actualment situada en la província de Mersin, a Turquia.

## Localització
Aquest castell està en les Muntanyes del Taure, al sud de la ciutat de Gözne, però només és accessible des del nord, venint des de Mersin, que està a 30 km. La carretera que dona accés al castell està oberta tot l'any. La fortalesa està construïda a 1120 metres d'altitud.

## Història
Aquest castell es construí probablement com a residència fortificada per algun membre de la classe dels nakharark. La seva estructura és la típica dels castells armenis dels segles XII al XIV. També formava part de la xarxa de castells que controlaven la ruta d'accés des de la costa Mediterrània cap als centres del poder del país: el castell de Barbaron i el de Lampron, on van residir els membres de la dinastia hethumiana.

## Descripció
Consisteix en dues cambres fortificades entre les quals no hi ha murs de connexió. L'edifici de la ona etté un saló de planta rectangular i sostre de volta, amb una porta d'entrada protegida i quatre torres, cinc finestres molt estretes i un post per disparar fletxes. L'edifici situat a l'oest és del tipus donjon, amb planta hexagonal i dos pisos d'alçada, amb dues portes i tres finestres. En la part de dalt es veuen uns suports que devien ser la base d'alguna plataforma.Recentment, s'ha habilitat una zona de picnic al costat del castell, en la banda nord.